# Czaple (Zakrzewo)
Czaple – przysiółek wsi Zakrzewo w Polsce, położony w województwie podlaskim, w powiecie grajewskim, w gminie Radziłów. 
Prywatna wieś szlachecka położona była w drugiej połowie XVI wieku w powiecie wąsoskim ziemi wiskiej województwa mazowieckiego. W latach 1975–1998 przysiółek administracyjnie należał do województwa łomżyńskiego.
Wierni kościoła rzymskokatolickiego należą do parafii Narodzenia Najświętszej Maryi Panny w Słuczu.